# 岡山市立津島小学校
岡山市立津島小学校（おかやましりつつしましょうがっこう）は、岡山県岡山市北区にある公立小学校。
岡山市北部の伊島地区と津島地区の人口増加に伴い岡山市立伊島小学校から1971年（昭和46年）4月に分離し市内北部半田山（通称）の麓に開校した。学区の境は旧国道53号線。また、分離時校舎は建設中でしばらく伊島小に同居していた。
学区は岡山大学のほぼ近隣であり、開校当初から生徒に岡山の教員関係者が少なくない。
第1期卒業生は1972年（昭和47年）3月卒業したが、卒業後ほとんどの生徒は伊島小卒業生と一緒に岡山市立岡北中学校への進学となった。
（一部は岡山大学付属中学校へ進学した）。
これが影響してか、この津島小の第1期卒業生は1974年（昭和49年）4月（岡北中学校の3年進級時）に新設された岡山市立京山中学校へと分離し、1975年（昭和50年）3月に第1期卒業生となった。

## 通学区域が隣接している学校
- 岡山市立伊島小学校
- 岡山市立御野小学校
- 岡山市立横井小学校
- 岡山市立平津小学校